# Кереньи, Дьёрдь
Дьёрдь Ке́реньи (венг. Kerényi György; 9 марта 1902, Гширнау, Австро-Венгрия, ныне Чорна, Венгрия — 30 декабря 1986, Будапешт,  Венгрия) — венгерский музыковед и фольклорист.

## Биография
В 1925 окончил Высшую музыкальную школу им. Ференца Листа в Будапеште (класс композиции Золтан Кодая). Редактировал журналы «Énekszy» (в 1933—1950 годы) и «Éneklő i júság» (в 1941—1949 годы). В 1934—1940 годы работал фольклористом в Венгерской АН. В 1951—1970 годы — старший научный сотрудник группы по исследованию народной музыки Института музыковедения Венгерской АН. В работе по подготовке и редактированию многотомного издания «Свода венгерской народной музыки» (венг. A magyar népzene tara; 1951—1966) тесно сотрудничал с Белой Бартоком, а затем с З. Кодаем. Автор сборника популярных венгерских песен мелодистов-дилетантов XIX века (Элемера Сентирмаи и других).

## Сочинения
- Dalvбndorlбs Verseghy korбban, Zenei szemle, 1926.
- Iskolai énekgyüjtemény, 1-2 kõt., Budapest, 1943. (совместно с Кодаем)
- A regцs ének magja, // Zenetudomбnyi tanulmбnyok, 1 fьz., 1953,
- Népie's dalok, Budapest, 1961.
- Enekiskola. 1 : Az allami zeneiskolak hivatalos tananyaga. - Budapest, Zenemukiado, 1967. - 90 с.